# مسابقات قهرمانی شنای آفریقا
مسابقات قهرمانی شنا آفریقا (به انگلیسی: African Swimming Championships) مسابقاتی است که در رشتهٔ شنا هر ۲ سال یک بار در قاره آفریقا برگزار می‌شود.

## مسابقات
| سال  | مسابقات | میزبان     | تاریخ         | # کشورها | # شناگران |
| ---- | ------- | ---------- | ------------- | -------- | --------- |
| ۱۹۷۴ | ۱st     | قاهره      |               | ۷        | ۷۱        |
| ۱۹۷۷ | ۲nd     | تونس       |               | ۶        | ۷۴        |
| ۱۹۸۲ | ۳rd     | قاهره      |               | ۷        | ۸۴        |
| ۱۹۹۰ | ۴th     | تونس       |               | ۸        | ۹۶        |
| ۱۹۹۸ | ۵th     | نایروبی    |               | ۸        | ۷۲        |
| ۲۰۰۲ | ۶th     | قاهره      |               | ۱۲       | ۱۳۱       |
| ۲۰۰۴ | ۷th     | کازابلانکا | مه ۱-۷        | ۱۶       | ۱۱۴       |
| ۲۰۰۶ | ۸th     | داکار      | سپتامبر ۱۱–۱۶ | ۱۷       | ۱۲۱       |
| ۲۰۰۸ | ۹th     | ژوهانسبورگ | دسامبر ۱–۷    | ۱۵       | ۷۵        |
| ۲۰۱۰ | ۱۰th    | کازابلانکا | سپتامبر ۱۳–۱۹ | ۲۱       | ۲۰۰+      |
| ۲۰۱۲ | ۱۱th    | نایروبی    | سپتامبر ۱۰–۱۵ | ۱۶       |           |